# Acontias richardi
Espèce
Statut de conservation UICN

 DD  : Données insuffisantes
Synonymes
- Typhlosaurus lineatus richardi Jacobsen, 1987

Acontias richardi est une espèce de sauriens de la famille des Scincidae.

## Répartition
Cette espèce est endémique de la province du Limpopo en Afrique du Sud.

## Étymologie
Cette espèce est nommée en l'honneur de Richard E. Newbery.

## Publication originale
- Jacobsen, 1987 : A new subspecies of Typhlosaurus lineatus Boulenger 1887 (Reptilia: Scincidae) from Venda, southern Africa. South African Journal of Zoology, vol. 22, no 4, p. 318-320 (texte intégral).